# Musée régional d'art de Mourmansk
Le musée régional d'art de Mourmansk (en russe : Мурманский областной художественный музей), est un musée d'art situé à Mourmansk en Russie). 

## Histoire
Le musée est fondé le 17 janvier 1990.

## Collections
Le musée compte aujourd'hui environ 13 000 pièces, réparties en plusieurs collections. Une première collection sur l'art russe des XVIIIe et XIXe siècles regroupent des peintures d'Ilia Zankovski, de Mikhaïl Klodt et de Johann Köhler entre autres. Celle sur l'art russe du XXe siècle, la plus importante, regroupent des peintures de Boris Ioganson, de Sulo Juttunen, d'Ivan Nikolaïevitch Pavlov et de Alexeï Pakhomov entre autres. Le musée contient aussi des sculptures de Sergueï Konionkov. Deux expositions sont consacrées respectivement aux arts populaires et décoratifs et aux peintures d'artistes de la région de Mourmansk.

## Galerie

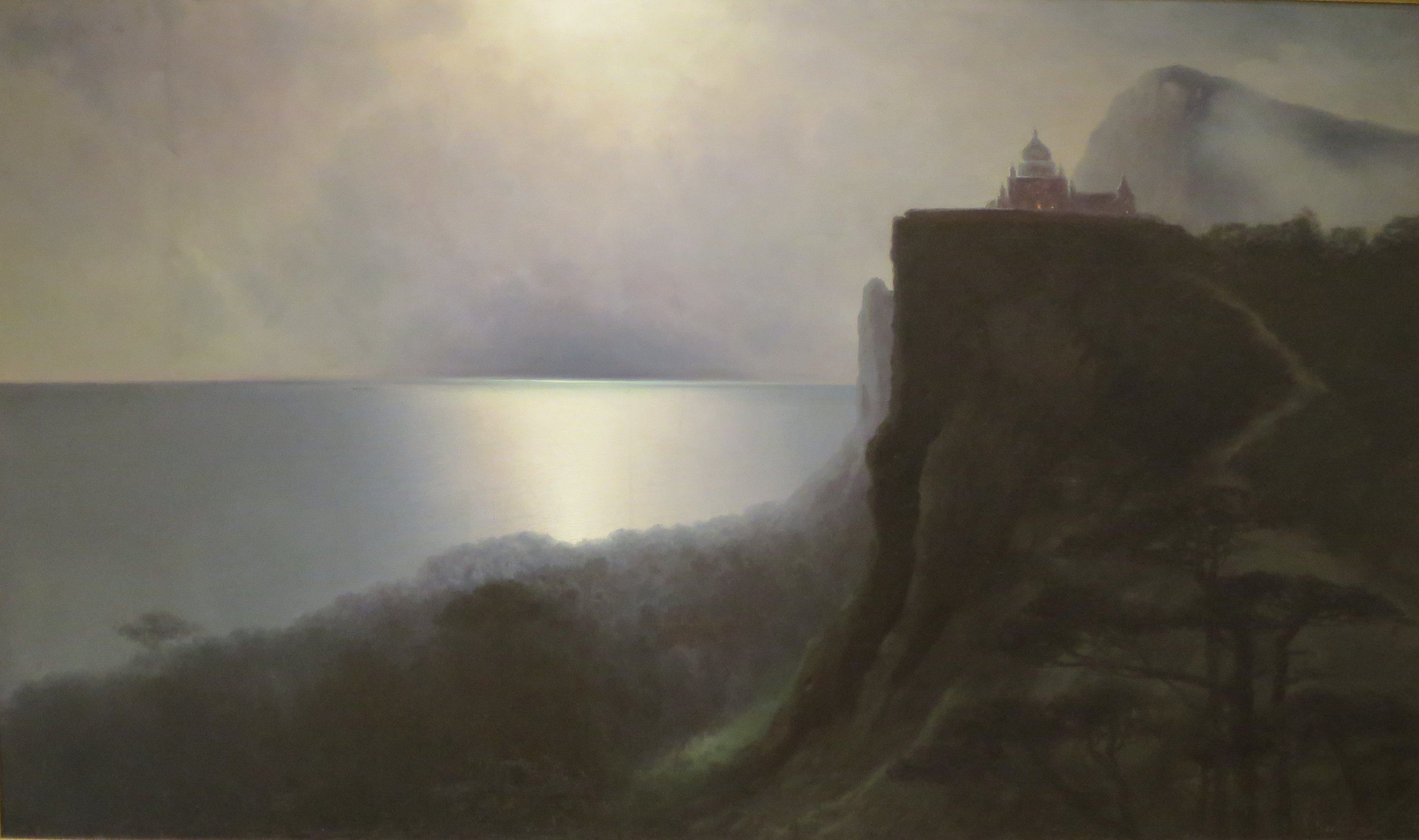
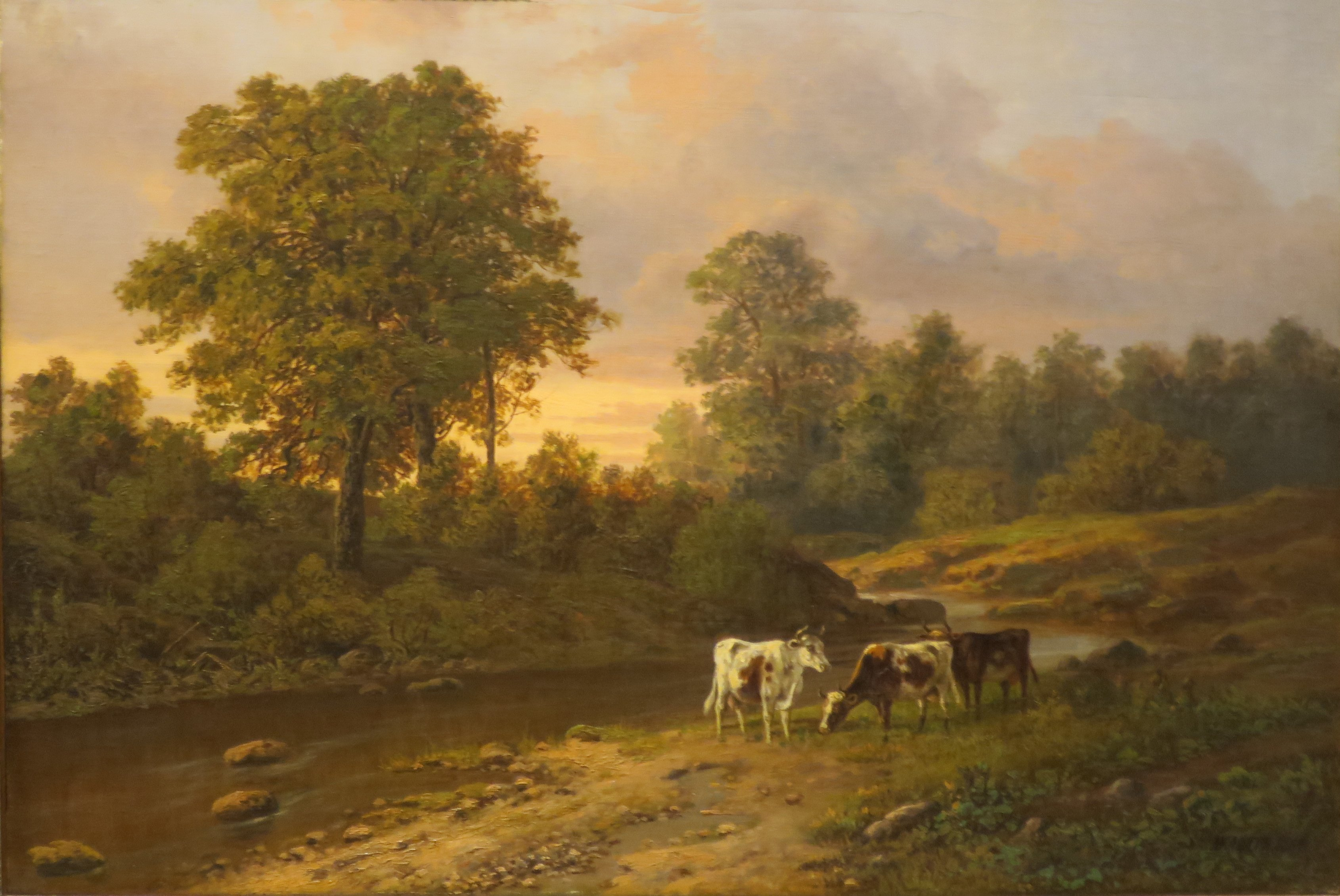
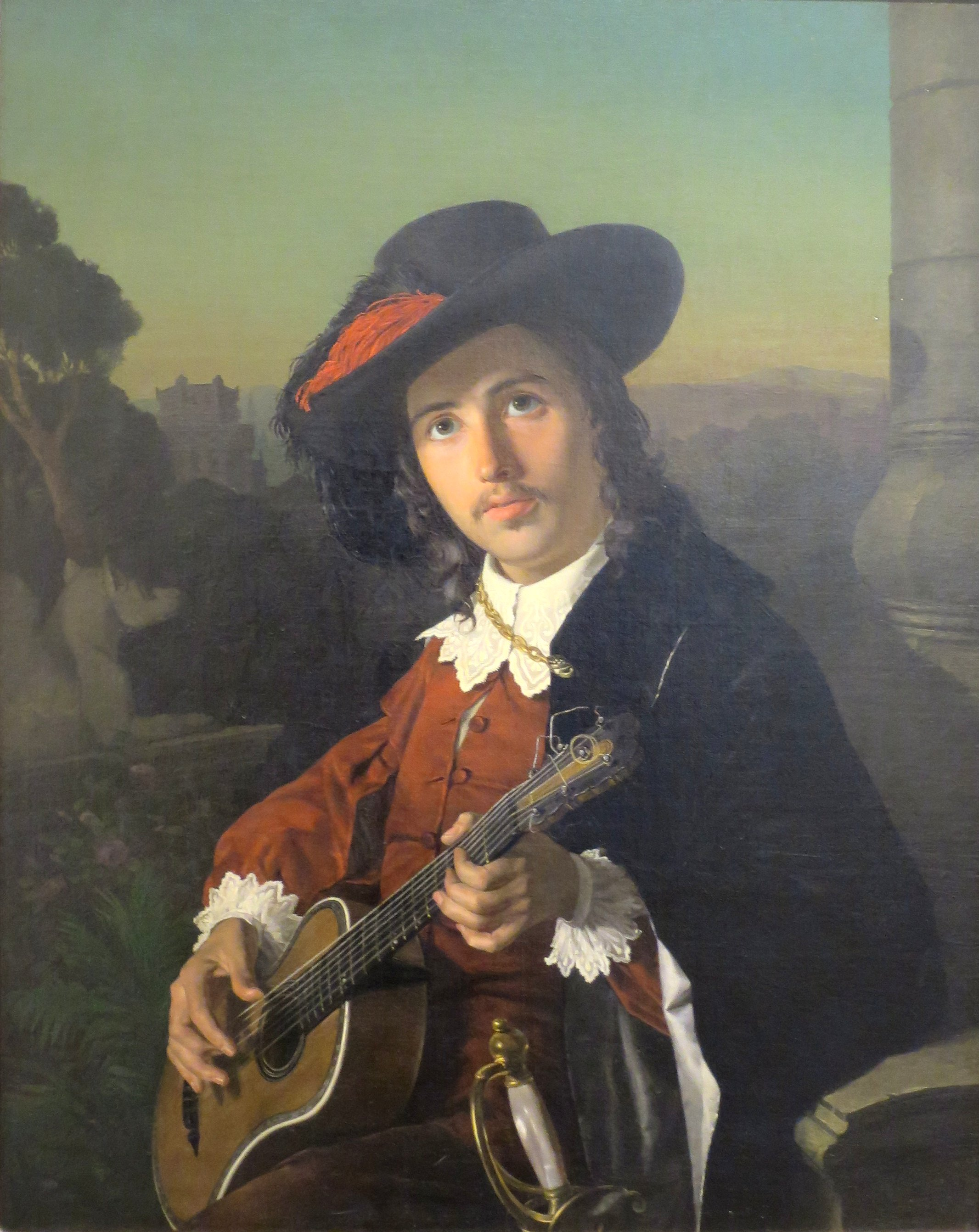
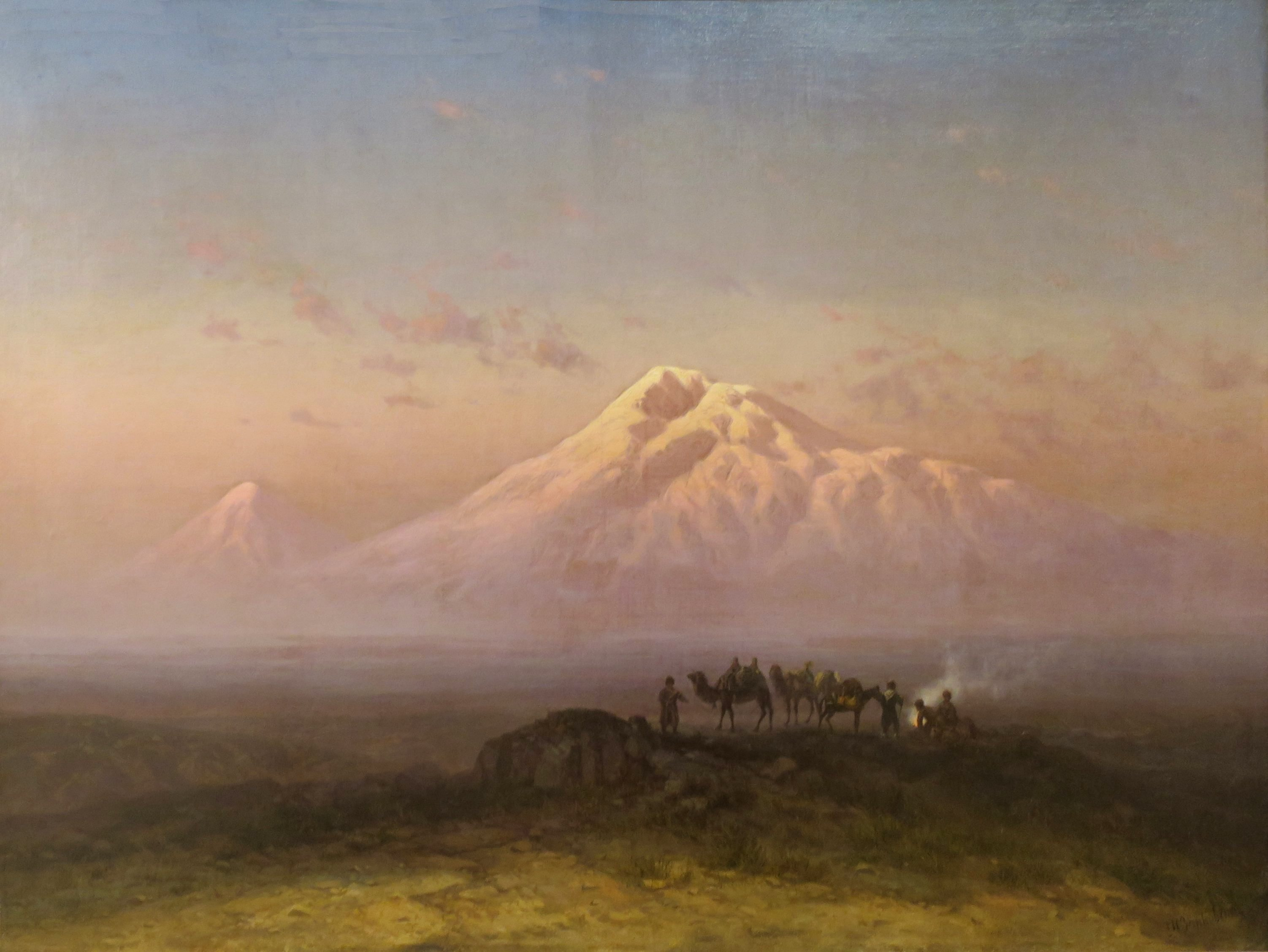
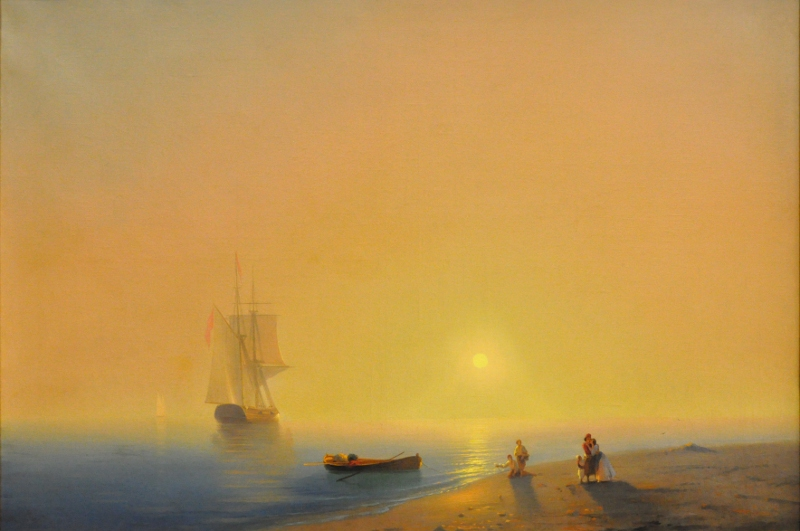
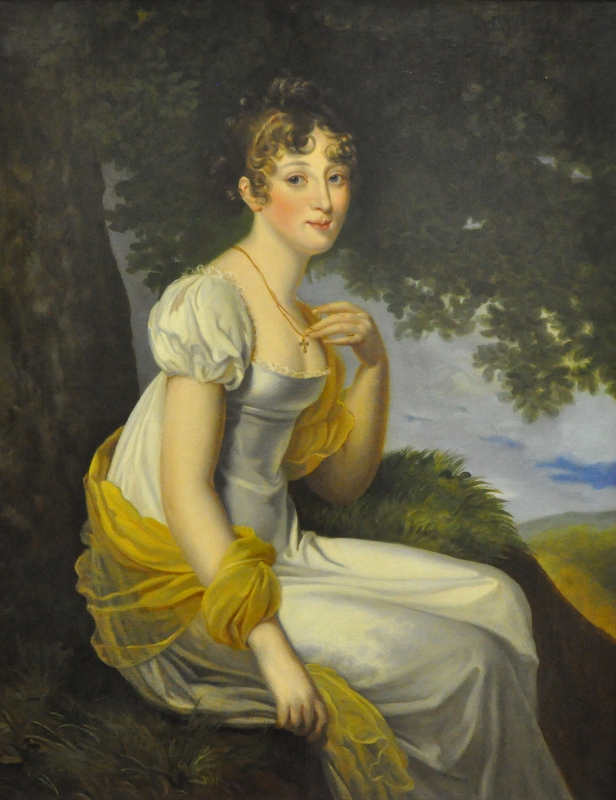